# Brenna (Lombardei)
Brenna ist eine Gemeinde mit 2203 Einwohnern (Stand 31. Dezember 2023) in der italienischen Provinz Como in der Region Lombardei.

## Geographie
Die Nachbargemeinden sind Alzate Brianza, Cantù, Carugo, Inverigo und Mariano Comense.

## Sehenswürdigkeiten
- Kirche San Gaetano[2]

## Städtepartnerschaften
- Láchar, Spanien